# Мощеницька Драга
45°14′ пн. ш. 14°15′ сх. д. / 45.23° пн. ш. 14.25° сх. д.
Мощеницька Драга (хорв. Mošćenička Draga) — населений пункт і громада в Приморсько-Горанській жупанії Хорватії.

## Населення
Населення громади за даними перепису 2011 року становило 1 535 осіб. Населення самого поселення становило 585 осіб.
Динаміка чисельності населення громади:
Динаміка чисельності населення центру громади:

## Населені пункти
Крім поселення Мощеницька Драга, до громади також входять: 
- Брсеч
- Головик
- Граброва
- Калаць
- Край
- Мала Уцька
- Мартина
- Мощениці
- Обрш
- Сучичі
- Света Єлена
- Светий Антон
- Загоре

## Клімат
Середня річна температура становить 13,75 °C, середня максимальна – 25,50 °C, а середня мінімальна – 1,90 °C. Середня річна кількість опадів – 1205 мм.
| Клімат поселення                              | Клімат поселення | Клімат поселення | Клімат поселення | Клімат поселення | Клімат поселення | Клімат поселення | Клімат поселення | Клімат поселення | Клімат поселення | Клімат поселення | Клімат поселення | Клімат поселення | Клімат поселення |
| Показник                                      | Січ.             | Лют.             | Бер.             | Квіт.            | Трав.            | Черв.            | Лип.             | Серп.            | Вер.             | Жовт.            | Лист.            | Груд.            |                  |
| Середній максимум, °C                         | 9,60             | 10,07            | 12,63            | 15,97            | 20,67            | 24,57            | 25,50            | 24,87            | 20,87            | 17,00            | 12,40            | 9,50             |                  |
| Середня температура, °C                       | 5,77             | 6,20             | 8,80             | 12,10            | 16,83            | 20,73            | 22,90            | 22,30            | 18,30            | 14,43            | 9,77             | 6,93             |                  |
| Середній мінімум, °C                          | 1,90             | 2,37             | 4,97             | 8,27             | 12,97            | 16,87            | 20,33            | 19,70            | 15,70            | 11,87            | 7,20             | 4,30             |                  |
| Норма опадів, мм                              | 100              | 78               | 88               | 91               | 79               | 92               | 57               | 86               | 116              | 149              | 147              | 122              |                  |
| Середньомісячна швидкість вітру, м/с          | 2.77             | 2.97             | 2.97             | 2.83             | 2.57             | 2.43             | 2.43             | 2.47             | 2.57             | 2.87             | 3.07             | 2.97             |                  |
| Середньомісячна сонячна радіація, кДж/м²·день | 4472             | 7291             | 10505            | 15033            | 19314            | 20967            | 22124            | 18989            | 14003            | 8983             | 4851             | 3715             |                  |
| --------------------------------------------- | ---------------- | ---------------- | ---------------- | ---------------- | ---------------- | ---------------- | ---------------- | ---------------- | ---------------- | ---------------- | ---------------- | ---------------- | ---------------- |
| Джерело:                                      |                  |                  |                  |                  |                  |                  |                  |                  |                  |                  |                  |                  |                  |

## Міста-побратими
- Кастель-Сан-П'єтро-Терме, Італія